# 斑翅圆鳞鲉
斑翅圆鳞鲉（学名：Parascorpaena mcadamsi），又稱斑鰭圓鱗鮋、石狗公、紅雞仔、獅甕，为鲉科圆鳞鲉属的鱼类。為熱帶海水魚，分布於印度太平洋區，從東非至Ducie群島，北起琉球群島，南迄馬紹爾群島海域，棲息深度7-40公尺，體長可達8公分，棲息在礁石區底層水域，夜行性，生活習性不明。该物种的模式产地在菲律宾。